# الاستفتاءات في أوكرانيا المحتلة 2022
في أواخر سبتمبر 2022، نظم المسؤولون الذين نصبهم الروس في أوكرانيا  استفتاءات حول ضم أراضي محتلة في أوكرانيا لروسيا، وصفها خبراء بأنها استفتاءات «زائفة» وتعرضت لانتقادات واسعة من قبل مختلف الدول، نظرًا للأدلة على وجود طريقة قسرية وغير نظامية تم من خلالها جمع أصوات الاستفتاءات، حيث تم جمع بعض الأصوات من الباب إلى الباب من قبل جنود مسلحين، فضلاً عن سمعة الحكومة الروسية في القمع ومعاقبة المعارضة السياسية. تم إجراء هذه الاستفتاءات على عجل في أربع مناطق هم جمهورية دونيتسك الشعبية، جمهورية لوغانسك الشعبية، أوبلاست خيرسون وأوبلاست زاباروجيا، على الرغم من أن روسيا لا تسيطر بشكل كامل على أي من المناطق الأربع، حيث تتواصل الأعمال القتالية، وقد فر الكثير من السكان منذ بداية الغزو الروسي لأوكرانيا عام 2022. كان نتيجة الاستفتاءات في الأربع مناطق الانضمام إلى الاتحاد الروسي. أعتبرت الأمم المتحدة الاستفتاءات غير قانونية بموجب القانون الدولي.